# Bernardo Guastavino
Bernardo Carlos Guastavino (1929) è un ex calciatore argentino, di ruolo difensore.

## Caratteristiche tecniche
Giocava come difensore sinistro.

## Carriera

### Club
Guastavino debuttò in Primera División argentina nella stagione 1953 con la maglia del River Plate. Guastavino entrò in prima squadra nel 1952; giocò da titolare nel 1953-1954, affiancando Alfredo Pérez in terza linea. Durante il suo periodo al River vinse due campionati, 1952, 1953.1955, e 1956. Passò poi al Tigre, con cui disputò tre annate in massima serie (1956, 1957 e 1958), durante le quali assommò 61 presenze. Nel 1959 il Tigre retrocesse e Guastavino lo seguì in seconda divisione, rimanendovi fino al 1961; nel 1962 si trasferì in Primera C (terza serie), al Villa Dálmine. Nel 1963 fece parte della rosa che vinse il campionato, e disputò un'ulteriore annata in seconda serie nel 1964, con il Villa Dálmine.

## Palmarès

### Club

#### Competizioni nazionali
- Campionato argentino: 2

River Plate: 1952, 1953
- Primera C: 1

Villa Dálmine: 1963